# Herriko Alderdi Sozialista
Herriko Alderdi Sozialista (Partido Socialista Popular) (HAS) fue un partido político nacionalista vasco del País Vasco francés fundado el 1974 en Bayona por miembros de Enbata que querían dar apoyo a los encausados en el Proceso de Burgos y a la lucha que llevaba a cabo en el País Vasco la banda terrorista ETA. En 1975 se unió a la organización del País Vasco español Eusko Alderdi Sozialista (EAS) para fundar Euskal Herriko Alderdi Sozialista (EHAS), primer partido político que agrupaba nacionalistas vascos de ambos lados de los Pirineos.